# Arbeit (Philosophie)
Arbeit im philosophischen Sinn erfasst alle Prozesse der bewussten schöpferischen Auseinandersetzung des Menschen. Sinngeber dieser Prozesse sind die selbstbestimmt und eigenverantwortlich handelnden Menschen mit ihren individuellen Bedürfnissen, Fähigkeiten und Anschauungen im Rahmen der aktuellen Naturgegebenheiten und gesellschaftlichen Arbeitsbedingungen.

## Wortgeschichte
Nach Ansicht von Otfried Höffe steht das Wort mit dem lateinischen arvus für Ackerland als Ausdruck für dessen Bearbeitung in Verbindung. Laut Wolfgang Pfeifer bedeutet das Wort Arbeit ursprünglich „Mühsal, Anstrengung“ und leitete sich vom rekonstruierten germanischen arƀējiðiz ab. Die neuhochdeutsche Form Arbeit entwickelte sich aus dem althochdeutschen arabeit über das mittelhochdeutsche arebeit, Wörter, die damals in den Bedeutungen Mühsal und Not standen. Eine positive Bewertung der Arbeit setzte unter Luthers Einfluss und mit dem aufstrebenden Bürgertum ein, während Marx und Engels Arbeit als universelle Existenzbedingung des Menschen definierten. Im Neuhochdeutschen entwickelte sich zudem die Bedeutung ‘Produkt der Tätigkeit’ vollständig. Im vorphilosophischen Sprachgebrauch hatte das Wort drei Bedeutungen:
1. Arbeit als Mühsal, im Gegensatz zur Muße[5]
2. Arbeit als Tätigkeit zur Sicherung des Lebensunterhaltes und zur Verbesserung der Lebensbedingungen
3. Arbeit als Resultat dieser Anstrengungen: als Leistung, Werk.[1]

## Zweck und Ziel der Arbeit
Im philosophischen Sprachgebrauch meint Arbeit vor allem die „Tätigkeit des Menschen in Abhängigkeit von Natur und natürlicher Bedürftigkeit zum Zweck der Lebensunterhaltung“. Hans Paul Bahrdt bezeichnet Arbeit als „ein gekonntes, kontinuierliches, geordnetes, anstrengendes, nützliches Handeln, das auf ein Ziel gerichtet ist, welches jenseits des Vollzugs der Arbeitshandlung liegt“. Menschen, die für den „Lebensunterhalt“ tätig sind, wollen für sich mittels gemeinschaftlicher Arbeit auch gesellschaftliche Anerkennung und ein sinnvolles Leben erreichen. Die Tätigkeit des Künstlers ist ein Beispiel dafür, dass Arbeit auch zweckfrei erscheinen kann. „Selbst ästhetische Entwürfe, die das kreative und produktive Potential des künstlerischen Schaffens ins Zentrum stellen, betonen in der Regel, dass der kreative Akt […] sich nicht den Anforderungen der Zweckrationalität und Verwertbarkeit fügt und sich der kalkulierten Herstellbarkeit entzieht. […] Je nach Standpunkt wird der Kunst damit ein revolutionär-subversives oder ein gesellschaftsgefährdendes Potential zugeschrieben.“ Ernst Cassirer beschreibt Kunst als schöpferischen Prozess der Formgebung, mit dem Künstler den Menschen mit instrumentellen Medien ihre Auffassung der sichtbaren, greifbaren oder hörbaren Erscheinungen in symbolischen Formen vermitteln. Ein arbeitender Mensch steht mit seinen persönlichen Interessen und Arbeitsschwerpunkten im Widerspruch unterschiedlicher individueller und kollektiver Ziele und befindet sich damit situationsbedingt in Konkurrenz zu seinen Mitmenschen und Angehörigen anderer sozialer Gruppen. Andererseits wirkt Arbeit bei arbeitsteiligen Tätigkeiten auch „Gemeinschaft stiftend“. Sie besteht im Wesentlichen nicht in der Ausübung vereinzelter individueller Tätigkeiten, sondern aus Interaktionen, die das intersubjektive Zusammenwirken der Menschen in Handlungsgemeinschaften umfassen.

## Arbeit als Gegenstand philosophischer Theorien
Wer sich mit dem „Arbeitsbegriff“ vom philosophischen Standpunkt aus beschäftigt, stößt auf ein Dilemma: Obwohl Arbeit in ihrer Formenvielfalt eine Konstante des menschlichen Daseins ist, gibt es nur wenige namhafte Philosophen, die sie aus der Ökonomie, Ethik oder Theologie herausgehoben haben. Überwiegend steht das Wort Arbeit synonym für Anstrengung, Bemühung, Beruf, Dienst für die Gemeinschaft, nützliches Handeln, Produktion, Tätigkeit etc. Philosophen entwickelten in ihren Handlungstheorien unterschiedliche, zeitgemäße Arbeitsanschauungen, wobei der Arbeitsbegriff selbst einem geschichtlichen Wandel unterliegt.

### Von der Antike bis zum Beginn der Frühen Neuzeit
Bezeichnend für die Wertschätzung gemeinschaftlicher Arbeit in der „primitiven Demokratie“ sumerischer Stadtstaaten, wie z. B. in Lagaš um 2500 v. u. Z., sind „königliche Hymnen“, die die „glücklichen Gesichter“ und „freudigen Herzen“ der Arbeiter besingen, die als „freie Bürger“ wochen- oder sogar monatelang in einer Art Gemeinschaftsdienst Bauarbeiten verrichten. Hochrangige Geistliche und Administratoren arbeiten Seite an Seite mit Handwerkern, Schafhirten und Getreidebauern, wobei sich die Unterschiede zwischen den Bürgern auflösen. In der archaischen Epoche der griechischen Antike um ca. 700 v. u. Z. beschreibt Hesiod im Epos Werke und Tage die Tätigkeiten in bäuerlichen Gemeinschaften. Dabei hebt er die mühevolle Arbeit in der Landwirtschaft als Quelle ehrlichen Lebens und gerechten materiellen Wohlstands hervor. Diese ethische Arbeits- und Lebensauffassung allein ist nicht hilfreich, wenn der freie Mensch die Mühsal, die sein Leben ausfüllt, überwinden möchte. Unter der „attischen Demokratie“ der griechischen Polis erfährt die Arbeit daher einen philosophisch begründeten, lange Zeit anhaltenden Wertewandel.
Philosophen des griechischen Altertums, wie zum Beispiel Sokrates oder dessen Schüler Platon und Xenophon, erkennen in handwerklichen Tätigkeiten nicht die über alltägliche Mühen hinausgehende, auf Selbstverwirklichung und Erkenntnisgewinn gerichtete bewusste schöpferische Auseinandersetzung des Menschen. Wie die Vorsokratiker Pythagoras oder auch Anaxagoras sehen sie primär die Kontemplation als Grundbedingung für geistige Kreativität. Aristoteles führt die philosophische Kategorie „Poiein“ (altgriechisch ποιεῖν; deutsch: Tun, Schaffen, Bewirken) ein. Sie kommt dem Arbeitsbegriff nahe, wobei aber nicht speziell Arbeiten im neuzeitlichen Sinne gemeint ist. Vielmehr beziehen sich seine handlungstheoretischen Betrachtungen wie bei anderen Philosophen der Antike hauptsächlich auf die Angehörigen der geistigen, politischen und militärischen Aristokratie und deren Anstrengungen zur Erlangung damals anerkannter Tugenden. Aristoteles und Platon lehren, „daß die arbeitenden Klassen nicht regieren und die regierenden Klassen weder arbeiten noch Geld verdienen dürfen. […] Die Herrscher sind Eigentümer des Landes, dürfen es aber selbst nicht bearbeiten. Einzig Jagd, Krieg und ähnliche Liebhabereien werden als Beschäftigungen betrachtet, die der Herrscher würdig sind. Aristoteles′ Furcht vor jeder Form […] von berufsmäßiger Tätigkeit geht vielleicht noch weiter als die Platons. Platon hatte den Ausdruck ‚banausisch‘ zur Bezeichnung eines plebejischen, gemeinen, verdorbenen Geisteszustandes verwendet. Aristoteles dehnt die herabsetzende Anwendung dieses Ausdrucks auf alle Interessen aus, die nicht reine Liebhabereien sind.“ Wissenschaftliche Forschung und Lehre, die nach modernem Verständnis Formen der Arbeit sind, betrachten Platon, Aristoteles und die meisten Gelehrten der Antike als besonders vornehme Betätigungen in der kontemplativen Muße. Nach Überlieferungen Plutarchs habe Archimedes aus Geringschätzung der mit seinen technischen Erfindungen verbundenen praktischen Tätigkeiten keine diesbezüglichen Abhandlungen hinterlassen.
In einer Sammlung von Briefen – den Epistulae morales – äußert sich Seneca zur Arbeit der Philosophen: „Die Philosophie […] beruht nicht auf Worten, sondern auf Taten. […] Sie formt und bildet den Geist, sie ordnet das Leben, bestimmt unsere Handlungen, sie zeigt, was zu tun und zu lassen ist.“ An anderer Stelle schreibt er: „Es bleibt noch viel Arbeit, und es wird immer so sein, […] noch etwas zu ergänzen. Doch selbst wenn alles schon von Früheren gefunden wurde, so wird eines doch immer neu sein, nämlich die konkrete Anwendung und zeitgemäße Nutzung dessen, was andere gefunden haben“. In den Selbstbetrachtungen stellt Mark Aurel das „Tätigsein“ in den ethischen Zusammenhang des stoischen lebenslangen Bemühens um Selbstformung. Das mühsame, oft von wirtschaftlicher Not geprägte Schaffen der manuell arbeitenden Menschen nehmen die Philosophen der Antike dagegen als selbstverständliche, weniger zu problematisierende kontingente Tatsache hin. Diese niederen Tätigkeiten und die Ausbeutung der Sklaven handeln die Gelehrten im Wesentlichen nur in Verbindung mit rechtlichen, ethischen und ökonomischen Fragen ab, die die originäre Okkupation der Arbeitsressourcen und -erzeugnisse betreffen. Ein Sklave wird – wie im Römischen Recht kodifiziert – nicht als Mensch betrachtet, sondern neben Grund und Boden, Vieh oder sonstigen Ressourcen als Sache im Eigentum eines freien, ihn beherrschenden Menschen.
Von der Antike bis ins Mittelalter ist die Anschauung verbreitet, dass nur derjenige, der sich alltäglichen Arbeitszwängen entzieht, Zeit und Muße für seine geistigen Bedürfnisse hat und den Kopf frei bekommt für neue Erkenntnisse und kreatives Handeln. Der so Privilegierte sei damit dem göttlichen Bereich näher als der zu ökonomischen Tätigkeiten gezwungene Mensch. Seit dem frühen Christentum führen apostolische Gelehrte bis zu Beginn der Frühen Neuzeit meist theologische Debatten über die Frage, ob manuelles Arbeiten den Menschen von der Gottessuche abhalte oder auch als eine Form des Gottesdienstes anzusehen sei. Diese Thematik erörtern z. B. Paulus von Tarsus, Augustinus, Basilius von Caesarea, Benedikt von Nursia, Thomas von Aquin oder Meister Eckhart. Mit Bezug auf die Bergpredigt und den 2. Brief des Paulus an die Thessalonicher entstehen in der theologischen Diskussion unterschiedliche, teils widersprüchliche Auffassungen zu dem Satz: „Wer nicht arbeiten will, der soll auch nicht essen.“ Seit dem Spätmittelalter ist die Kurzformel „ora et labora“ (bete und arbeite) aus dem klösterlichen Leben bekannt. Entsprechend den Ordensregeln der Benediktiner soll die gemeinsame Nennung des „Betens“ und „Arbeitens“ auf die spirituelle Verbindung und wechselseitige Abhängigkeit dieser zwei Tätigkeiten im Christentum hinweisen.
Während der Reformation verbreiten Huldrych Zwingli, Johannes Calvin, Martin Luther und andere evangelische Gelehrte des 16. Jahrhunderts die Idee, Arbeiten sei eine vorbestimmte Pflicht, die der Mensch auf sich nehmen müsse um Gottes Segen auf Erden, auch im Sinne gesellschaftlichen Ansehens und Wohlergehens, zu erlangen. Die davon ausgehende protestantische Arbeitsethik definiert Arbeit als primären Lebensinhalt des sündigen, aus dem Paradies verstoßenen Menschen. Die Früchte seines Tuns darf der Mensch danach in gottgefälliger Wohltätigkeit und Muße genießen. Im Gegensatz zu Luther, der die These vertritt, dass vor Gottes Gericht allein die göttliche Gnade für den Menschen zählt, verteidigt der Humanist Erasmus von Rotterdam in seiner Schrift De libero arbitrio die Auffassung der römischen Kirche, dass der Einzelne mit seinem freien Willen durch gutes Tun die Gnade Gottes erwirken könne. In den meisten evangelischen Glaubensgemeinschaften setzen sich schließlich mit den Aussagen über die „guten Werke“ im Heidelberger Katechismus Luthers Thesen auch in Glaubensfragen zur Arbeit durch. Erasmus veranlasst 1516 die Erstveröffentlichung der Schrift Utopia von Thomas Morus (lateinischer Titel: De optimo rei publicae statu deque nova insula Utopia). In dieser Utopie „Vom besten Zustand des Staates der neuen Insel Utopia“ beschreibt Morus einen säkularen Staat ohne Privateigentum, dessen Bewohner zu gemeinschaftlicher Bildung und Arbeit verpflichtet sind, d. h. die bewusste schöpferische Auseinandersetzung des Menschen ist dort in seinen Vorstellungen zur staatlich verordneten, auf das Gemeinwohl ausgerichteten kollektiven Aufgabe geworden.

### Zeitalter der Aufklärung bis zur Philosophie Hegels
In der ersten Hälfte des 17. Jahrhunderts beginnt das Zeitalter der Aufklärung. Die Gelehrten lösen sich von theologischen Anschauungen, wenden sich stärker den Naturwissenschaften zu und entwickeln säkulare naturrechtliche und staatsphilosophische Theorien, die auf den Arbeitsbegriff zurückwirken. Dabei wird menschliche Arbeit z. B. von Hugo Grotius, Thomas Hobbes, William Petty, Baruch de Spinoza, François Quesnay und Francis Hutcheson im Spannungsfeld von Herrschaft, Eigentum und Konkurrenz als ein bestimmender Faktor für den Reichtum und die Macht im Staatswesen erkannt. Nach der Rechtstheorie Christian Wolffs erfordert die Erschaffung lebensnotwendiger Sachen, die die Natur nicht von sich aus ausreichend bereitstellt, die „Arbeit“ und „Kunst“ der Menschen, aber auch Rechtsverhältnisse, die das ermöglichen.
Die protestantische Arbeitsauffassung findet ihre Fortsetzung im Puritanismus und im 18. Jahrhundert in den von John Wesley und George Whitefield begründeten Glaubensrichtungen, die zur ökonomischen Entwicklung Großbritanniens und seiner nordamerikanischen Kolonien einen entscheidenden Beitrag leisten. Bis Mitte des 18. Jahrhunderts entsteht die Politische Ökonomie als Vorläufer der modernen Volkswirtschaftslehre. Im Mittelpunkt des Arbeitsbegriffs steht von da an die Erwerbsarbeit, deren Qualität und Produktivität im Zusammenhang mit der fortschreitenden Arbeitsteilung und den Ware/Geld-Beziehungen diskutiert wird. Adam Smith und David Ricardo untersuchen, wie „Arbeit“ die Kosten, Löhne und Preise auf dem Markt beeinflusst. Ein zentrales Thema der Philosophie ist zu jener Zeit auch der Zusammenhang von „Arbeit und Eigentum“, den John Locke, David Hume, Jean-Jacques Rousseau, aber auch Adam Smith und die „Frühsozialisten“ Charles Fourier, Henri de Saint-Simon und Pierre-Joseph Proudhon näher beschreiben. Die philosophischen Diskurse drehen sich dabei hauptsächlich um die beiden traditionellen Auffassungen zum ursprünglichen Eigentumserwerb: die Okkupationstheorie und die Arbeitstheorie.
In der deutschsprachigen Philosophie definieren z. B. Immanuel Kant, Johann Gottfried Herder, Johann Gottlieb Fichte oder Friedrich Schelling die Arbeit moralphilosophisch und erklären sie zur sittlichen Pflicht und Existenzbedingung menschlichen Daseins. Nach Kants Maximenethik unterwirft sich der Mensch in seinen „guten Handlungen“ bewusst einer sittlichen Pflicht. Findet er für sein Handlungsmotiv keine Maxime, die mit dem Sittengesetz übereinstimmt, muss die Handlung aus moralischen Gründen verworfen werden. Diese Pflicht- und Moralauffassung Kants schließt die Arbeit im philosophischen Sinn ein. Bis ins 19. Jahrhundert kommen auch in der deutschsprachigen Philosophie ökonomische und sozialwissenschaftliche Zusammenhänge zunehmend ins Blickfeld. So versucht Hegel mit den „Kategorien von ‚Arbeit‘ und ‚Tausch‘ die ganze bürgerliche Gesellschaft ihrer ökonomischen Struktur nach“ zu erfassen. Anschließend an Fichtes Wissenschaftslehre setzt sich Friedrich Hegel in der Phänomenologie des Geistes im Kapitel über das Selbstbewusstsein mit dem dialektischen Verhältnis von Herrschaft und Knechtschaft auseinander. Der Knecht arbeitet für den Herrn, der die Früchte der Arbeit des Knechts genießt und dabei in der Natürlichkeit seines Daseins verharrt. Der Knecht dagegen formt mit der Bearbeitung der Dinge die äußere und seine eigene Natur um. Er lernt sich durch die Arbeit selbst kennen und entwickelt daraus ein Selbstbewusstsein. Das „Große“ an Hegels „Phänomenologie“ ist, dass er „die Selbsterzeugung des Menschen als einen Prozeß faßt“ und „den gegenständlichen Menschen […] als Resultat seiner eigenen Arbeit begreift“. Allerdings ist die „Arbeit, welche Hegel allein kennt und anerkennt, […] die abstrakt geistige“. „Arbeits- und Vervollkommnungsdenken fließen ineinander. Arbeit verliert aus dieser Perspektive immer mehr den Charakter des Zwangs und der bloßen Notwendigkeit und verschiebt sich ins Reich der Verheißungen. Umgekehrt wird die Aussicht auf vollständige Entfaltung der eigenen Individualität gekoppelt an die Forderung nach unausgesetzter Arbeit am eigenen Selbst.“

### Philosophie der Arbeit ab Mitte des 19. Jahrhunderts
Mitte des 19. Jahrhunderts beginnen Karl Marx und Friedrich Engels mit der dialektischen Methode Hegels menschliche Arbeit, die auch sie als notwendige Existenzbedingung menschlichen Lebens anerkennen, genauer zu analysieren. Ausgehend vom religionskritischen Humanismus und „anthropologischen Materialismus“ Ludwig Feuerbachs, dessen sinnenbetonte individualistische Sichtweise sie kritisieren, untersuchen Marx und Engels das Handeln der Menschen unter Beachtung politischer und ökonomischer Zusammenhänge. Eine Interpretation menschlicher Arbeit findet sich in Das Kapital Band I, fünftes Kapitel:

„Die Arbeit ist zunächst ein Prozeß zwischen Mensch und Natur, ein Prozeß, worin der Mensch seinen Stoffwechsel mit der Natur durch seine eigne Tat vermittelt, regelt und kontrolliert. Er tritt dem Naturstoff selbst als Naturmacht gegenüber. Die seiner Leiblichkeit angehörigen Naturkräfte, Arme und Beine, Kopf und Hand, setzt er in Bewegung, um sich den Naturstoff in einer für sein eignes Leben brauchbaren Form anzueignen. Indem er durch diese Bewegung auf die Natur außer ihm wirkt und sie verändert, verändert er zugleich seine eigne Natur. Er entwickelt die in ihr schlummernden Potenzen und unterwirft das Spiel ihrer Kräfte seiner eignen Botmäßigkeit.“

„An die Stelle des göttlichen Absoluten bei Hegel tritt bei Marx das materiell-ökonomische Absolute des Produktionsprozesses bzw. der Arbeit als die alles begründende Wirklichkeit.“ In einem Aufsatz über den Anteil der Arbeit an der Menschwerdung des Affen schreibt Friedrich Engels: „Die Arbeit ist die Quelle allen Reichtums, sagen die politischen Ökonomen. Sie ist dies – neben der Natur, die ihr den Stoff liefert, den sie in Reichtum verwandelt. Aber sie ist noch unendlich mehr als dies. Sie ist die erste Grundbedingung alles menschlichen Lebens, und zwar in einem solchen Grade, daß wir in gewissem Sinn sagen müssen: Sie hat den Menschen selbst geschaffen.“
Einige Arbeitsaspekte und -begriffe in den Schriften Zur Kritik der politischen Ökonomie und in Das Kapital sind bis heute Gegenstand soziologischer und politischer Diskurse.

#### Konkrete Arbeit
Arbeitende Menschen führen Tätigkeiten aus und leisten damit i. d. R. „konkret-nützliche Arbeit“. Entsprechend den Fähigkeiten, Fertigkeiten und Bedürfnissen des Einzelnen und seiner individuellen Lebenssituation ist konkrete Arbeit nach Form und Inhalt unendlich vielfältig. Auch unter dem Aspekt der individuellen Zweckmäßigkeit und Zielsetzung bestimmt der tätige Mensch, welche Arbeit durch ihn zu leisten ist. Konkrete Arbeit erfordert den Einsatz seiner Arbeitskraft – das bedeutet stets ein Quantum an „lebendiger Arbeit“ – sowie die Bereitstellung und Nutzung „vergegenständlichter Arbeit“ in Form notwendiger Produktions- und Lebensmittel. Durch den Gebrauch und die Verarbeitung dieser Mittel entstehen ihm in der warenproduzierenden Gesellschaft Kosten; dafür gehört ihm das Produkt seiner Arbeit. Als Eigentümer des Arbeitsergebnisses verfügt der Mensch – je nach Grad der Zielerreichung – über einen Gebrauchswert:

„Als Bildnerin von Gebrauchswerten, als nützliche Arbeit, ist die Arbeit daher eine von allen Gesellschaftsformen unabhängige Existenzbedingung des Menschen, ewige Naturnotwendigkeit, um den Stoffwechsel zwischen Mensch und Natur, also das menschliche Leben, zu vermitteln.“

#### Doppelcharakter der Arbeit
Der von Marx postulierte „Doppelcharakter der in den Waren dargestellten Arbeit“ beruht auf der Tatsache, dass der mittels konkreter Arbeit (s. o.) geschaffene Gebrauchswert einer Ware zwar die Grundvoraussetzung für deren mögliche Veräußerung auf dem Markt ist, damit aber noch keine Aussage über die Höhe des Tauschwerts vorliegt. Der materialistischen Weltsicht zufolge soll nach Marx auch der Tauschwert einer Ware primär ein Äquivalent für die dazu aufgewendete Arbeit sein. Deshalb führt er den Begriff „abstrakte Arbeit“ ein:

„Alle Arbeit ist einerseits Verausgabung menschlicher Arbeitskraft im physiologischen Sinn, und in dieser Eigenschaft gleicher menschlicher oder abstrakt menschlicher Arbeit bildet sie den Warenwert.“

„Alle Arbeit ist andererseits Verausgabung menschlicher Arbeitskraft in besonderer zweckbestimmter Form, und in dieser Eigenschaft konkreter nützlicher Arbeit produziert sie Gebrauchswerte.“

Ausgehend von der „abstrakten Arbeit“, die selbst den Charakter des Tauschwertes in sich trägt, entwickelt Marx mit den Ergebnissen seiner Wertformanalyse die von Adam Smith begründete Arbeitswerttheorie grundlegend weiter. Wie die Klassiker betont Marx in seiner Analyse des in Geld gemessenen Warenwertes die Kosten der Arbeit in der Produktion.

#### Lebendige und vergegenständlichte Arbeit
Tätigkeiten des Menschen in Arbeitsprozessen bezeichnet Marx als „lebendige Arbeit“, wogegen er unter dem Begriff „vergegenständlichte Arbeit“ alle Gebrauchswerte subsumiert, die Menschen hergestellt haben. Die „vergegenständlichte Arbeit“, d. h. die Produkte der Arbeit verbraucht oder verzehrt der Mensch entweder als Konsumgüter, oder er verwendet sie in Arbeitsprozessen als Produktionsmittel. Im Gegensatz zur „lebendigen Arbeit“ stellt die in den Produktionsmitteln „vergegenständlichte Arbeit“ ein ruhendes Arbeitskraft- und Informations-Potential dar, das der Mensch in Arbeitsprozessen nutzt und damit aktiviert. Die besondere Bedeutung der Berufe und Klassen stiftenden Produktionsmittel für die Entwicklung der Menschheit beruht auf der Tatsache, dass sie Kondensatoren und Akkumulatoren für zurückliegende Arbeitsleistungen sind. Diese werden mit „lebendiger Arbeit“ in späteren Arbeitsprozessen mit erhöhter Produktivität wieder freigesetzt. Produktionsmittel sind meist Manifestationen des technischen Fortschritts, mit dem sich die Konzentration des Kapitals und das Wirtschaftswachstum vergrößern. Außerdem erkennt Marx im „Privateigentum an den Produktionsmitteln“ und in der damit verbundenen Herrschaft der Kapitaleigner über die „lebendige Arbeit“ der Proletarier die gesellschaftlich induzierte Ursache systembedingter Ausbeutung und sozialer Ungerechtigkeit.

#### Entfremdung der Arbeit
Der Marxsche Arbeitsbegriff verweist nicht nur auf das erwerbsmäßige Handeln, sondern umfasst in seiner anthropologischen Dimension alle für das menschliche Dasein nützlichen Tätigkeitsformen. Entfremdung der Arbeit bedeutet, dass die gesellschaftlichen Verhältnisse, die die Menschen in der Produktion ihres Lebens eingehen, obwohl von den Menschen geschaffen, ihnen als eine fremde Macht gegenübertreten, über die nicht mehr sie selbst verfügen, sondern vielmehr die Verhältnisse über sie. Erst wenn die Menschen ihre Arbeit bewusst und ohne Klassenantagonismen gestalten, wird das die allseitige menschliche Entfaltung befördern, anstatt sie zu hemmen.

„Entfremdung der Arbeit“ unter kapitalistischen Produktionsverhältnissen zwingt Lohnarbeiter u. a. ihre Arbeitskraft an die Eigentümer der Produktionsmittel zu verkaufen. Der Tauschwert der Ware Arbeitskraft ist der Arbeitslohn, also das zum Lebensunterhalt erforderliche Geld. Das Hauptziel der Kapitaleigner im kapitalistischen Produktionsprozess ist der Profit, ebenfalls in Geldform. Der grundlegende materielle Produktionsprozess, der auch im Kapitalismus konkret existiert, wird in einer „vermeintlichen Geldproduktion“ ökonomisch verschleiert. Darüber hinaus ist das Kulturprodukt Geld ein „Massensymbol“, das einen verstörenden Einfluss auf die Psyche, das Bewusstsein und Verhalten der Menschen hat. Sie verbinden mit der Idee der Geldfülle Gedanken an persönliche soziale Macht und individuelle Freiheit. Die Werthaltigkeit der Arbeitsergebnisse, die sich in der Qualität, in den Kosten und in den Preisen der hergestellten Waren und Dienstleistungen manifestiert, interessiert die Kapitaleigner vorrangig unter Aspekten des Profits und der Profitmaximierung. Dagegen sind die Erwartungen der abhängig beschäftigten Arbeiter hauptsächlich auf die Lohnsicherheit und Arbeitsplatzerhaltung ausgerichtet. Eine durchaus vergleichbare Interessenlage findet sich auf Seiten der angestellten Manager, die mit sehr hohen Einkommen nichts anderes als „entfremdete (geistige) Arbeit“ leisten und i. d. R. nur bereit sind Verantwortung für die ökonomischen, ökologischen und sozialen Folgen ihrer Entscheidungen zu übernehmen, wenn sie der ordnungspolitische Rahmen staatlicher Gesetze mit entsprechenden Strafverfolgungsmaßnahmen dazu zwingt.

### Freiheit, Ethik und Gewissen der Arbeit

#### 19. und beginnendes 20. Jahrhundert
Im 19. Jahrhundert haben Philosophen die kapitalistische Gesellschaft vor Augen, die sich mit ihren systemimmanenten Widersprüchen zu entfalten beginnt. Das ist nicht nur prägend für die Analyse des gesellschaftlichen Produktionsprozesses durch Marx und Engels, sondern bestimmt auch Hegels Phänomenologie des Geistes. Die dialektische Methode führt dazu, dass Hegel, aber auch Marx und Engels von unterschiedlichen Standpunkten ausgehend den Freiheitsbegriff als „Einsicht in die Notwendigkeit“ definieren. Damit heben sie den aus freiem Willen handelnden Menschen, dem seine „guten Werke“ notwendiges Lebensbedürfnis sind, aus der Masse jener heraus, die unter Zwang als Vasallen, Hörige oder gar Sklaven ausgebeutet werden. Diese Idee von Freiheit impliziert auch frühere Moralvorstellungen über die Rechtschaffenheit des gewissenhaft-hilfreichen, fleißigen, aufgeklärten Menschen, wie er im idealen Menschenbild des Deutschen Idealismus oder der Weimarer Klassik hervorgehoben wird. Der von Kant formulierte Anspruch, dass der vernünftige Mensch sein Schicksal durch eigene Anstrengung selbst bestimmen kann, verweist darauf, dass „sittliches Handeln“ eine Grundbedingung für Gerechtigkeit und Freiheit ist, die dem Gewissen jedes Einzelnen unterliegt. Über Freiheit und Gerechtigkeit können Menschen nicht leistungsfrei verfügen, sondern sie müssen diese gemeinschaftlich erarbeiten und verantwortungsvoll damit umgehen.
Aus einer existenzphilosophischen Denkrichtung kommend, aber wahrscheinlich auch inspiriert vom Deutschen Idealismus, äußert sich Søren Kierkegaard 1843 in „Entweder – Oder“ zum Wesen des Menschseins unter dem Aspekt der Herausarbeitung der Persönlichkeit: „Die Pflicht, zu arbeiten, um zu leben, drückt das Allgemein-Menschliche und zugleich auch in einem andern Sinne das Allgemeine aus, weil es ein Ausdruck der Freiheit ist. Gerade durch die Arbeit macht der Mensch sich frei, durch die Arbeit wird er ein Herr der Erde, durch die Arbeit endlich beweist er es, dass er über der Natur steht.“ Im Vorwort des Buches warnt Kierkegaard allerdings auch vor dem abhängigen, unfreien Leben im Beruf. Friedrich Nietzsche nimmt 1882 im aphoristischen Werk „Die fröhliche Wissenschaft“ ironischen Bezug auf die Debatte des 19. Jahrhunderts über selbst- und fremdbestimmte Arbeit:

„Die Arbeit bekommt immer mehr alles gute Gewissen auf ihre Seite: Der Hang zur Freude nennt sich bereits ‚Bedürfniss der Erholung‘ und fängt an, sich vor sich selber zu schämen. ‚Man ist es seiner Gesundheit schuldig‘ — so redet man, wenn man auf einer Landpartie ertappt wird. Ja, es könnte bald so weit kommen, dass man einem Hange zur vita contemplativa (das heißt zum Spazierengehen mit Gedanken und Freunden) nicht ohne Selbstverachtung und schlechtes Gewissen nachgäbe.“

Eine zur „Arbeitsgesellschaft“ hinführende Theorie verfolgt Anfang des 20. Jahrhunderts Max Weber in seinem Werk „Die protestantische Ethik und der Geist des Kapitalismus“. Darin entwickelt er die auf religiösen Moralvorstellungen beruhende Idee eines „okzidentalen Rationalismus“ als Voraussetzung der praktisch-rationalen Lebensweise und des „zweckrationalen Handelns“ im Kapitalismus. Dagegen sieht Max Scheler die Menschen mit ihren „sittlichen Handlungen“ in eine vorbestimmte phänomenologische Wertethik eingebunden. Eine ähnliche ethische Auffassung wie Scheler äußert Ernst Bloch u. a. in „Stachel der Arbeit“ mit den Sätzen:

„Der auf die Dauer Faule wie der auf die Dauer Einsame halten sich auf verschiedene Weise in der Unerträglichkeit des hohlen Existierens auf, gestört und nicht mit sich in Ordnung. […] Das Jetzt und Hier des Menschen, ohne Tun, schmeckt ihm nicht; nicht zuletzt, weil es so vortrefflich sein könnte und es nicht ist.“

Wie Hegel, Marx und Engels ordnet auch Ernst Bloch die Arbeit dem Reich der Notwendigkeit zu. Das Reich der Notwendigkeit und damit die Arbeit des Menschen soll aus marxistischer Sicht und nach Blochs Prinzip Hoffnung seine dialektische Aufhebung schließlich in einer kommunistischen Utopie erfahren, dem erstrebenswerten Reich der Freiheit. In dieser idealen Form des Zusammenlebens emanzipiert sich der Mensch von der störenden Last und freudlosen Pflicht der Arbeit, welche er danach in der lustbetonten, kreativen Freiheit des Spiels und der Kunst ausübt. Friedrich Schiller äußert einen solchen Freiheitsgedanken schon eine Generation vor Marx mit den Worten:

„Denn, um es endlich auf einmal herauszusagen, der Mensch spielt nur, wo er voller Bedeutung des Wortes Mensch ist, und er ist nur da ganz Mensch, wo er spielt. Dieser Satz […] wird eine große und tiefe Bedeutung erhalten, wenn wir erst dahin gekommen seyn werden, ihn auf den doppelten Ernst der Pflicht und des Schicksals anzuwenden; er wird […] das ganze Gebäude der ästhetischen Kunst und der noch schwürigern Lebenskunst tragen.“

„Kunst avanciert [...] auf der einen Seite zum Gegenmodell der modernen Arbeit, gleichzeitig verkörpert sie auch deren Ideal. Durch diese Dopplung bietet die Kunst einen […] spezifischen Zugang zur Arbeit, weil sie als Form des Schöpferischen und des Handwerklichen paradigmatische Funktion für den Begriff der Arbeit in der Neuzeit hat, gleichzeitig aber als traditioneller Ort der Kritik alternative Gegenentwürfe zum modernen Arbeitsbegriff entwickelt.“
Nach seiner philosophischen Kritik der Kunst und Ästhetik befasst sich Georg Lukács mit der „Entwicklung von Systemen menschlicher Beziehungen. […] Dieses […] soll nur dazu dienen, um einen Ausblick auf die Probleme der Ethik, vor allem natürlich auf die der Verantwortung zu geben. […] Arbeit, in der der Mensch zum Menschen wird, sich selbst zum Menschen macht, kann nur da dann eine universelle Bedeutung erlangen, wenn sie wörtlich als physische Arbeit (die zugleich eine geistige, ja der Demiurg der Geistigkeit ist) genommen wird, wenn damit aus der Ontologie des Menschen jede menschenjenseitige Transzendenz verschwindet.“ Volkstümlich und sehr viel einfacher bringt Erich Kästner den Zusammenhang von Arbeit, Ethik und Verantwortung in einem seiner Epigramme auf den Punkt: „Es gibt nichts Gutes, außer: Man tut es.“ Kästners kurze Lyrik steht dabei ironisierend im Gegensatz zu Martin Heidegger und dessen sprachlicher Abhandlung „des Man“ in „Sein und Zeit“. Nach Heidegger steht „das Man“ für den Ruf des Gewissens an das eigene „Dasein“ mit der Aufforderung sich in seinen Handlungen nicht auf die „Uneigentlichkeit“, auf ein Irgendwie-Seiendes zu berufen, sondern selbst Verantwortung zu übernehmen.
In Auseinandersetzung mit den Theorien des 19. Jahrhunderts über den Arbeitsbegriff als philosophische Kategorie entwickeln u. a. Georg Simmel, Ferdinand Tönnies, John Dewey, George Herbert Mead oder auch Antonio Gramsci bis ins 20. Jahrhundert hinein zahlreiche Philosopheme zur Arbeit und Philosophie der Praxis. „In den Debatten des 19. und beginnenden 20. Jahrhunderts lassen sich drei Konzeptionen von Arbeit unterscheiden: Arbeit als zweckrationales Handeln, Arbeit als Spiel oder Kunst, Arbeit als sittliches Handeln.“

#### Spätes 20. und 21. Jahrhundert
Nach zahlreichen sozialwissenschaftlichen Diskursen über den Arbeitsbegriff im 20. Jahrhundert wird seit den 1990er Jahren das Verhältnis von „Freiheit und Arbeit“ bzw. „Lebens- und Arbeitswelt“ von einigen Soziologen und Arbeitswissenschaftlern, wie z. B. Fritz Böhle, Heiner Keupp, Thomas Kühn, Hans J. Pongratz oder Gerd-Günter Voß, aber auch von einigen Philosophen als Dichotomie gesehen. Im Rahmen des Projekts Ethics of Work and Labour interpretiert der Philosoph Michael Cholbi 2018 das Verlangen nach Arbeit als Ergebnis einer „adaptiven Präferenz“. Cholbi erläutert den Begriff mit den Worten: „Adaptive Präferenzen sind Vorlieben, die man hat, weil man in seiner Autonomie eingeschränkt ist. […] In unserer Gesellschaft gibt es bestimmte soziale Zwänge, die es sehr schwermachen, nicht zu arbeiten. Uns bleibt also keine andere Möglichkeit, als uns mit der Arbeit anzufreunden.“ Arbeit könne, so Cholbi, „etwas Schönes“ sein. Aber man solle Dinge aus den richtigen Gründen als schön und wertvoll empfinden. Da viele Berufe langfristig ausstürben, müsse man es „Menschen ermöglichen, Dinge außerhalb ihrer Arbeit zu finden, für die sie Leidenschaft entwickeln können.“ Mit Blick auf die eingeschränkten adaptiven Präferenzen und die zunehmende Volatilität industrieller Berufe erscheinen „Freiheit, Ethik und Gewissen der Arbeit“ im 21. Jahrhundert relativ losgelöst von Ideen zur „Lebensverbesserung“ in einer anzustrebenden, schöneren Lebenswelt.

#### Aufhebung des Arbeitsbegriffs ab Mitte des 20. Jahrhunderts
Der von Marx als „philosophische Kategorie“ definierte Arbeitsbegriff unterliegt im 20. Jahrhundert im Verlauf soziologischer Diskurse einem Prozess mehrfacher Aufhebungen. Noch Anfang des 20. Jahrhunderts erhebt Wilhelm Dilthey in seinen hermeneutischen Überlegungen „Arbeit, die in der Werkstatt der Geisteswissenschaft verrichtet wird“, zur Quelle der Erkenntnis. Mitte des Jahrhunderts jedoch scheint der Begriff „Arbeit“ in lebensweltlichen Anschauungen und wissenschaftlichen Theorien primär eine Bezeichnung für erwerbsorientierte, arbeitsteilig verkürzte Tätigkeiten einzelner Personen zu sein. Diese reduktionistische Auffassung vom Arbeitsleben führt zu der philosophischen Frage, in welchem Verhältnis Arbeit zu sozialer Interaktion und Kommunikation zu sehen ist. Bedeutende Philosophen des 20. Jahrhunderts, wie Karl Popper, Max Horkheimer, Theodor W. Adorno oder Jürgen Habermas kritisieren mit unterschiedlichen Intentionen die alles begründende evolutionäre Rolle der Arbeit bei Marx und Engels und erkennen darin eine vermeintliche Fortführung der Philosophie Hegels, während andererseits Jean-Paul Sartre und André Gorz sich vom Standpunkt des Existenzialismus der Marxschen kategorialen Handlungsorientiertheit annähern. Das aus dem marxistischen Arbeitsbegriff resultierende Produktionsparadigma zur Herleitung anthropologischer und soziologischer Zusammenhänge wird vielfach als zu kollektivistisch und zu holistisch verworfen. Karl Popper bezeichnet Marx als methodologischen Kollektivisten, der „glaubt, dass es das ‚System der ökonomischen Bedingungen‘ als solches ist, das die unerwünschten Konsequenzen herbeiführt – ein System von Institutionen, das nur durch seine Abhängigkeit von den Produktionsmitteln erklärt werden, aber nicht auf die einzelnen Individuen, ihre Beziehungen und Handlungen zurückgeführt werden kann.“ Poppers Auffassung weist Adam Schaff zurück, da Marx nur die Fiktion des isolierten Individuums abgelehnt habe. Die zentrale Bedeutung des tätigen Individuums betone Marx mit den Worten: „Der Mensch - so sehr er daher ein besondres Individuum ist, und grade seine Besonderheit macht ihn zu einem Individuum und zum wirklichen individuellen Gemeinwesen - eben so sehr ist er die Totalität, die ideale Totalität, das subjektive Dasein der gedachten und empfundenen Gesellschaft […].“
Hannah Arendt führt den Begriff Arbeitsgesellschaft ein und sieht Arbeit als Zwang zur Erhaltung des Lebens, dem der Mensch von der Geburt bis zum Tod ständig unterliegt. In ihrem Werk Vita activa oder Vom tätigen Leben unterscheidet Arendt drei Tätigkeiten: Arbeiten, Herstellen und Handeln. Ohne Geräte und Werkzeuge, die der Mensch herstellt, „um die Arbeit zu erleichtern und die Arbeitszeit zu verkürzen, könnte auch menschliches Leben nichts sein als Mühe und Arbeit.“ Das „Animal laborans“ ist dasjenige Wesen, das nur arbeitet. Für das Animal laborans ist es „wie ein Wunder, daß es als Mensch auch und zugleich ein Wesen ist, das eine Welt kennt und bewohnt; vom Standpunkt des Homo fabers ist es wie ein Wunder, wie eine Offenbarung eines Göttlichen, daß es in dieser von ihm hergestellten Welt so etwas wie Sinn geben soll.“
Für Arendt stellen das Handeln und Sprechen die höchsten und menschlichsten Tätigkeiten der Vita activa dar. Gemäß den Prinzipien des zu ihrer Zeit vorherrschenden Taylorismus subsumiert sie unter dem Arbeitsbegriff nur einfache erwerbsbezogene Verrichtungen, die durch das interaktive, kommunikative Handeln der Menschen dominiert und gesellschaftlich vermittelt werden. Durch die begriffliche Reduktion menschlicher Arbeit auf Tätigkeiten vereinzelter Individuen, weitgehend abstrahiert von der gesellschaftlich notwendigen Organisation und Kommunikation, wird unwillkürlich die Entfremdung der Arbeit aufgedeckt. Dazu schreibt Arendt: „(In) ihrem letzten Stadium verwandelt sich die Arbeitsgesellschaft in eine Gesellschaft von Jobholdern, und diese verlangt von denen, die ihr zugehören, kaum mehr als ein automatisches Funktionieren, […] sich selbst gleichsam loszulassen, seine Individualität aufzugeben, bzw. die Empfindungen zu betäuben, welche noch die Mühe und Not des Lebens registrieren, um dann völlig ‚beruhigt‘ desto besser und reibungsloser ‚funktionieren‘ zu können.“
Jürgen Habermas setzt sich 1968 in seinem Werk Technik und Wissenschaft als „Ideologie“ mit Hegels „Jenenser Philosophie des Geistes“ auseinander. Darin formuliert Habermas die seiner Ansicht nach noch offene philosophische Frage zum Verhältnis von „Arbeit und Interaktion“. Er beantwortet diese Frage 1981 in seinem Hauptwerk „Theorie des kommunikativen Handelns“ zugunsten des „Kommunikationsparadigmas“. Danach wird er zum Haupterben der Kritischen Theorie und Philosophie der Praxis. „Entwürfe einer modernen Praxisphilosophie, die am Produktionsparadigma festhalten, geraten seither in den Verdacht veraltet bzw. durch die Theorie des kommunikativen Handelns überwunden zu sein.“. Die fragwürdige Trennung von „Arbeit und Interaktion“ bzw. „Produktion und Kommunikation“ und die a priori Setzung der Kommunikationsbeziehungen löst nur scheinbar ein philosophisches Henne-Ei-Problem: Sprechen Menschen in Arbeits- und Handlungssystemen miteinander, weil sie gemeinsam arbeiten, oder arbeiten sie gemeinsam, weil sie miteinander sprechen wollen? Arendt und Habermas reduzieren den Arbeitsbegriff mehr oder weniger auf instrumentelles Handeln bzw. praktische Tätigkeiten, deren sinnvolle Ausführung nur im Rahmen vorherrschender Kommunikationsprozesse denkbar ist.
Auch die Praxisphilosophie Helmut Seidels, die man als eine historisch-materialistische Identitätsphilosophie bezeichnen kann, bewegt sich im Spannungsfeld von Arbeit und dialogischer Interaktion. Als gleichaltriger Zeitgenosse von Jürgen Habermas „geht [er] davon aus, dass die vernünftige Reproduktion eines humanen Daseins von der Arbeit im Sinne der grundlegenden, elementaren Tätigkeitsform des Menschen, dem bewussten Handeln, abhängig ist, und dass die formale, abstrakte Arbeit als elementare Gattungstätigkeit jedes einzelnen, als einfachste und allen gemeinsame Lebenstätigkeit ein sinnvolles und anerkanntes Dasein des Menschen erst ermöglicht.“ Wilhelm Schmid kommt als Philosoph der Lebenskunst unter individualistischeren Prämissen zu ähnlichen Schlussfolgerungen:

„Arbeit ist all das, was ich in Bezug auf mich und mein Leben leiste, um ein schönes und bejahenswertes Leben führen zu können. […] Erstrebenswert erscheint jedoch, in jeder Arbeit ‚Fülle‘ und ‚Erfüllung‘ erfahren zu können, aufgrund der vielfältigen Vernetzung mit Anderen, nicht allein für sich sein zu müssen, sondern ‚unter Menschen sein‘ zu können; aufgrund der Vielzahl von Erfahrungen, die den Spielraum des Selbst erheblich erweitern; aufgrund von Herausforderungen, die gesucht und angenommen werden, in denen das Selbst wachsen und sich um Exzellenz bemühen kann.“

Diese allgemeingültig formulierten Erfahrungen mit der Arbeit in all ihren Facetten und die Bewältigung der damit verbundenen Herausforderungen, die Schmid im Begriff „Lebensarbeit“ zusammenfasst, sind nicht als zeitlich oder kulturell begrenzte Erscheinungen aufzufassen, sondern vielmehr als „psychische Notwendigkeit des modernen Lebens“.
Im Buch Die Alternative schreibt Rudolf Bahro zum Verhältnis von Arbeit und Kommunikation: „Der größte Teil […] der geistigen Arbeit resultiert aus der technischen Arbeitsteilung innerhalb der Produktion und der Informationsverarbeitung. Die organisatorische Beherrschung arbeitsteiliger Kooperation ist von Anfang an ein Informationsproblem […], das als Verhältnis von Personen in Erscheinung tritt. Die Hierarchie der Arbeitsleitung drückt institutionell die Hierarchie der informationellen Kopplungen aus […]. Herrschaft, Ausbeutung und Entfremdung sind Begriffe, deren Realgehalt gerade vor diesem allgemeinen Hintergrund ein und derselbe ist […]. Gegenwärtig geht es um die entscheidende vertikale Arbeitsteilung, um die Tendenz zur Polarisierung […] in einen stofflich-energetischen und einen ihm steuernd und regelnd übergeordneten informationellen Prozeß.“ Bahro vermutet in der Überwindung der „vertikalen Arbeitsteilung“ einen Weg, um allen Menschen eine gerechte Mitwirkung und Teilhabe in ihren Arbeits- und Handlungssystemen zu ermöglichen.
Gerd Spittler identifiziert im Buch Anthropologie der Arbeit die wesentlichen Elemente von Arbeit, „die sich überall und zu allen Zeiten finden und unterschiedlich kombiniert werden.“ Er erwähnt darin Diskussionen, die Soziologen seit Anfang der 1990er Jahre darüber führen, dass in der nachindustriellen Dienstleistungsgesellschaft eine Vermischung von Arbeits- und Lebenswelt zu beobachten ist. „Es ist die Rede von […] Entgrenzung der Arbeit, von subjektivierter Arbeit, von Work-Life-Balance, von arbeitenden Kunden usw. Im Gegensatz zu diesen Debatten“ geht Spittler „davon aus, dass die Arbeitswelt immer ein Teil der Lebenswelt ist und ihr nicht dichotomisch gegenüber steht. Sie ist niemals völlig aus anderen sozialen Bezügen losgelöst. […] Wie sie sich als besondere Welt innerhalb der Lebenswelt konstituiert, ist ein faszinierendes Thema, das losgelöst von dichotomischen Paradigmen (s. o.) behandelt werden muss. […] Entgegen der Vorstellung von Habermas, der Arbeit in allen Gesellschaften kategorial als instrumentelles Handeln bestimmt“, sieht Spittler die Arbeit mit Verweis auf ethnographische Fallstudien immer als Interaktion. Aus Sicht des Ethnologen spricht nichts für die von Habermas postulierte instrumentelle Auffassung von Arbeit oder die Herrschaft der Technik. Vielmehr erweist sich die Arbeit in Spittlers Fallstudien als „Interaktion zwischen eigenständigen Arbeitern, Arbeitsmitteln und Arbeitsgegenständen.“
Unter den zwischen Produktions- und Kommunikationsparadigma changierenden Handlungstheorien gibt es in der Philosophie des 20. Jahrhunderts immer wieder Denkrichtungen, die zur dialektischen Aufhebung von Arbeit im Sinne der bewussten, schöpferischen Auseinandersetzung des Menschen hinführen. Beispiele dafür sind Theorien des Pragmatismus, Konstruktivismus, Kommunitarismus oder auch der Methodische Kulturalismus, der – ausgehend von der alltäglichen Praxis – die Kultur als Ergebnis allen menschlichen Handelns definiert. In Weiterentwicklung des Konstruktivismus der Erlanger Schule von Paul Lorenzen und Wilhelm Kamlah erkennt der Methodische Kulturalismus im lebensweltlichen, vorwissenschaftlichen Handeln der Menschen die normative Grundlage und den primären Ausgangspunkt für Wissenschaft und Kultur. Nach der von Alfred North Whitehead in seinem Werk Prozess und Realität entwickelten Prozessphilosophie, die seit Ende des 20. Jahrhunderts vermehrt rezipiert wird, kann der Begriff Arbeit als „extensive Abstraktion“ und als „Symbol“ für die ständige Wiederholung der „elementaren Ereignisse“ gelten, die die Kreativität der menschlichen Gesellschaft in ihrer arbeits- und damit auch lebensweltlichen Ausformung bestimmen. Diese „abstrakte Interpretation“ des Arbeitsbegriffs stimmt sinngemäß mit jener von Karl Marx überein, dessen Theorie, die Arbeit sei grundlegend für den gesellschaftlichen Produktionsprozess, eine philosophische Bestätigung erfährt.
Für Systemtheoretiker ist menschliche Arbeit ein abstrakter Begriff für die von Menschen bewusst ausgeführten Interaktionen und Handlungen in sozialen und soziotechnischen Systemen. Der soziologische Systembegriff geht auf Talcott Parsons zurück, der in Handlungen die konstitutiven Elemente sozialer Systeme erkannt hat. Abweichend davon sieht Niklas Luhmann in den Kommunikationsbeziehungen die bestimmenden Elemente und hebt diese aus den Handlungen hervor. Mit dieser Auffassung ist Luhmann in der Tendenz idealistisch und leugnet die Tatsache, dass Kommunikationsprozesse als Teil übergeordneter Arbeitsprozesse zwar notwendige, aber keine hinreichenden Voraussetzungen für die Aufrechterhaltung sozialer Systeme sind. Zunehmend gibt es „technische Systeme“, die mit künstlicher Intelligenz ohne unmittelbares menschliches Eingreifen funktionieren und miteinander kommunizieren. Mitte der 1950er Jahre prognostiziert Friedrich Pollock: „Die Automation bedroht den Arbeiter und Angestellten nicht nur mit dem Verlust seines Arbeitsplatzes, sondern wird […] den sozialen Status vieler in der Wirtschaft und Verwaltung Tätigen drastisch verschlechtern, die nicht zu der privilegierten Minderheit […] der Ingenieure und verantwortlich entscheidenden Angestellten gehören.“ Durch Automation wird die auf Erwerbstätigkeit beruhende Arbeitsgesellschaft mit den für die Menschen ausschlaggebenden „Einkommens-, Teilhabe- und Lebenschancen“ in Frage gestellt. Mit Blick auf die zunehmende Volatilität und gleichzeitig steigende Produktivität industrieller „Lohnarbeit“ entwirft Frithjof Bergmann in den 1980er Jahren ein Konzept „New Work“, d. h. Ideen zu einer Kultur der „Neuen Arbeit“, die den Menschen vermehrt Freiheit, Selbstständigkeit und gesellschaftliche Teilhabe in der sich verändernden Arbeits- und Lebenswelt bieten soll. Im beginnenden 21. Jahrhundert ist eine latente Krise der Arbeit zu beobachten, die das errungene Sozialeigentum der abhängig Beschäftigten durch Arbeitslosigkeit und Prekarisierung der Arbeits- und Lebensverhältnisse gefährdet.

## Kulturhistorische und entwicklungsgeschichtliche Aspekte
Menschen setzen die Produktivkräfte ihrer Gesellschaftssysteme in Arbeitsprozessen frei. Sie gestalten diese Prozesse arbeitsteilig nach den Regeln und Gesetzen der Systeme, in denen sie leben und zusammenarbeiten. Dabei bewegen sie sich in Strukturen, in denen sie die Aneignung und Nutzung der Arbeitsressourcen und die Verteilung der Arbeitsresultate – je nach Kultur oder Staatsform – geordnet haben. Die Marxsche Geschichtsphilosophie misst der vorherrschenden Produktionsweise die prägende Rolle zu. Max Weber geht von der Annahme aus, dass der historische Prozess durch das Zusammenwirken von Herrschaft, Kultur und Ökonomie geprägt wird, wobei der Einfluss epochenspezifisch unterschiedlich stark sein kann. Tendenziell sieht Weber Herrschaft als die dominierende anthropologische Universale. „Karl Mannheim rekonstruiert die historische Entwicklung des Menschen in drei Stufen. Ursprünglich bestimmt die Hordensolidarität die zwischenmenschlichen Beziehungen. Auf der zweiten Stufe beginnt sich der Mensch als Individuum zu erfahren, indem er in Konkurrenz zu anderen tritt. Der Mensch auf der Stufe der nachindividuellen Gruppensolidarität bildet die gesellschaftliche Wirklichkeit, in der wir heute leben.“

### Urgesellschaft
Inspiriert von Charles Darwin und dessen seit 1859 veröffentlichter Evolutionstheorie postulierte Lewis Henry Morgan 1877 in „Die Urgesellschaft“ eine Abfolge möglicher Entwicklungsperioden, „die von »Wildheit« über »Barbarei« bis zur »Zivilisation« reichte und im neuen Forschungsbereich Anthropologie weithin angenommen wurde.“ Nach Morgans Theorie durchlief der archaische Homo sapiens in der Urgesellschaft drei „Entwicklungsstufen der Wildheit“. Im Verlauf dieser frühen Entwicklungsstufen, deren Anfänge in der Hominisation mehr als 200.000 Jahre zurückliegen, bestritten die in Horden lebenden Menschen ihren Lebensunterhalt solidarisch mittels gemeinschaftlicher Zusammenarbeit in der naturgegebenen Wildnis. Nach äußerst langwierigen Prozessen „evolutionärer Anpassung und allmählicher Aneignung der Natur“ begann im Zeitraum von vor mehr als 100.000 Jahren der ontogenetische Übergang des archaischen Homo sapiens zum abstrakten Denken in Wechselwirkung mit der sich gleichzeitig herausbildenden Sprache.

„Arbeit zuerst, nach und dann mit ihr die Sprache – das sind die beiden wesentlichen Antriebe, unter deren Einfluß das Gehirn eines Affen in das bei aller Ähnlichkeit weit größere und vollkommnere eines Menschen allmählich übergegangen ist. Mit der Fortbildung des Gehirns ging Hand in Hand die Fortbildung seiner nächsten Werkzeuge, der Sinnesorgane …“

Unter Berücksichtigung heute noch vorkommender Reproduktionsweisen bei naturnah lebenden Ethnien waren Menschen in der „Periode der Wildheit“ auf die stetige Aneignung und Nutzung frei zugänglicher Naturerzeugnisse angewiesen. Auf Beutezügen nach Lebensmitteln und nützlichen Gegenständen erkundeten sie ihre Reviere und suchten mit Erfindungsgabe nach Möglichkeiten zur Verbesserung ihrer kollektiven Überlebenschancen. Im Rückblick darauf schrieb Werner Sombart 1925 in einer wirtschaftshistorischen Abhandlung:

„Die Wirtschaft der urwüchsigen Geschlechtsverbände können wir nur unvollkommen aus Überbleibseln bei Naturvölkern im Geiste wieder aufbauen. Wir dürfen annehmen, daß sie – bei nomadisierender Lebensweise und vorwiegender Okkupationswirtschaft – einen stark kommunistischen Zug getragen hat. Jedenfalls bestand an den wichtigsten ‚Produktionsmitteln‘ Gemeineigentum und auch die Konsumtion wird im wesentlichen eine ‚kommunistische’ gewesen sein.“

Seit den Anfängen der Menschheitsgeschichte erkundeten Menschen Vorkommen lebensnotwendiger natürlicher Ressourcen und besiedelten neue Territorien. Im Paläolithikum hatten sie in ihren Streifgebieten wahrscheinlich nur zeitweise feste Lagerplätze und Siedlungen. Bernd Andreae konstatierte in der „epochalen Abfolge landwirtschaftlicher Betriebsformen“ folgendes:

„Am Anfang der Entwicklung steht nach allen kulturhistorischen Entwicklungstheorien eine reine Okkupationswirtschaft, die fast immer mit einer nomadischen oder halbnomadischen Lebensweise gekoppelt ist. Je nach den von der Natur gebotenen Nahrungsquellen handelt es sich um eine Sammelwirtschaft wie in allen drei Entwicklungsverlaufsformen Eduard Hahns oder um Jagd und Fischfang wie in der Dreistufentheorie Richard Krzymowskis oder aber um Kombinationsformen. Von einer planmäßigen Landbewirtschaftung kann noch keine Rede sein.“

Waren die Jagd- und Fischgründe erschöpft und die Wildfrüchte abgeerntet, zog die Horde auf der Suche nach besseren Lebensbedingungen weiter und ließ sich in regelmäßig wechselnden oder auch neu entdeckten Gebieten nieder. Auf ihren Beutezügen waren die Menschen an die Naturgegebenheiten gebunden. Längerfristige klimatische Entwicklungen, erschöpfte Jagdgründe, Konflikte und kriegerische Kämpfe mit anderen Menschen u. a. m. zwangen sie, neue Lebensräume zu erkunden. Auf der Suche nach besseren Lebensbedingungen zogen die Horden weiter und ließen sich in regelmäßig wechselnden, oder auch neu entdeckten Gebieten nieder. Über „Jahrhunderttausende“ wechselten die archaischen Menschen auf der Suche nach Nahrungsmitteln und sonstigen natürlichen Reichtümern ihre Lebensräume. Bis zum ausgehenden Jungpaläolithikum hatten die nomadisierenden Menschen im Zeitraum von mehr als 100.000 Jahren – von Afrika ausgehend – mit Ausnahme der Antarktis alle Kontinente besiedelt (Out-of-Africa-Theorie). Dabei hatten sie sich immer wieder den Umweltbedingungen in unterschiedlichen Klimazonen angepasst und während dieser Jahrtausende ihre arbeitsteiligen Methoden zur Nutzung der Natur und zur Durchsetzung gemeinschaftlicher Interessen gegen innere und äußere Feinde entwickelt. Das betraf nicht nur die organisierte Vorbereitung und Durchführung gemeinschaftlicher Unternehmungen, sondern auch die Verwendung des Feuers, spezielle Verfahren der Nahrungszubereitung, die Herstellung und Nutzung neuartiger oder verbesserter Kleidung, Werkzeuge, Jagd- und Kampfwaffen, Vorrats- und Transportbehältnisse oder die Errichtung befestigter Lagerplätze und Behausungen. Der Übergang vom extraktiven zum produzierenden Wirtschaften war ein viele Jahrtausende andauernder Prozess kultureller und ökonomischer Entwicklungen. Die Aneignung der in der Natur vorhandenen Lebensmittel und nützlichen Materialien in nur geringfügig zu bearbeitenden, konsumerablen Formen erweiterte und veränderte sich während der Steinzeit nur sehr allmählich durch praktische Erfindungen und deren verbreitete handwerkliche Anwendung. Das führte etwa zehn- bis fünfzehntausend Jahre v. u. Z. schließlich vermehrt zum Austausch neu erschaffener Dinge, wie Werkzeuge, Kleider, Schmuck etc. Mit den ökonomischen Vorteilen der sich entwickelnden Arbeitsteilung und handwerklichen Tätigkeiten entstanden in den frühgeschichtlichen Handlungsgemeinschaften nach und nach auch hordenübergreifend weiträumigere Austauschbeziehungen und damit allmählich der auf Produktion, Autorität und Besitz beruhende private Nutzungs- und Eigentumsgedanke. „Natürlich wissen wir so gut wie nichts […] über die Menschen im Jungpaläolithikum […]. Aber wir wissen, dass sie von den Schweizer Alpen bis zur Mongolei oft bemerkenswert ähnliche Werkzeuge benutzten, […] es besteht Grund zu der Annahme, einzelne Männer und Frauen reisten in bestimmten Lebensabschnitten sehr weit. […] Die damalige »Gesellschaft« erstreckte sich über Kontinente.“
Im Neolithikum begannen die Jäger und Sammler sich durch Domestizierung nützlicher Tiere und Pflanzen und Herden begleitende Viehwirtschaft nach und nach auf agrikulturelle Produktionsmethoden umzustellen. Mit zunehmender Differenzierung der Arbeitsprozesse entwickelten sich neue kulturbildende Arbeitsfelder und Traditionen. Die Phänotypen der natürlichen Evolution, die vor allem äußere Merkmale der Menschen variieren, wie z. B. Hautfarbe oder Körperbau, wurden überlagert von kulturellen Variationen der sich herausbildenden Stämme und Völker. Grundlegend war dabei die Entwicklung der Sprachen, die den inneren Zusammenhalt der Gemeinschaften durch Rituale, Kunst und sonstige kommunikative Handlungen und Interaktionen verstärkten, wie zum Beispiel
- Initiations- und Machtrituale, Bestattungskulte,
- Freundschafts-, Versöhnungs-, Heiratszeremonien,
- Heilungs-, Schadens- oder Verdammungszauber,
- künstlerische Ausdrucksformen, Tanz, Musik, Ornamentik, Bilder, Skulpturen etc.,
- Erzählungen von Abstammungs-, Jagd-, Kampf- und Überlebensmythen.

In den Stammesgemeinschaften und späteren Hochkulturen entwickelten sich metaphysische Vorstellungen, auf deren Grundlage das Schamanen- und Priestertum religiöse Kulte in die schöpferische Auseinandersetzung des Menschen einführte. Kriegerische Machtansprüche, religiöse Ideen und geistige Bedürfnisse führten beginnend in den archaischen Gemeinschaften bis in die Neuzeit zur Entwicklung unterschiedlicher Formen autoritärer „vertikaler Arbeitsteilung“ mit privilegierten Priestern, Gelehrten und Befehlshabern einerseits, die sich in ihren Handlungen dem Göttlichen nahe wähnen (s. o.), und dem gewöhnlichen Volk andererseits, das mit alltäglicher Arbeit gemeinschaftlich für den Lebensunterhalt sorgt.

### Agrargesellschaft
Die Lebensweise der Menschen beruhte solange auf „aneignenden Produktionszweigen“, bis es ihnen durch die Entwicklung und Anwendung agrikultureller Produktionsmethoden gelang, die Natur nach und nach ihren Lebensbedürfnissen anzupassen und die notwendigen Lebensmittel in festen Siedelungen ausreichend selbst zu erzeugen. Im Zuge der Neolithischen Revolution entwickelten sich die Arbeits- und Handlungssysteme der Bauern- und Hirtenvölker.

„Diese Revolution, meint Toynbee, bedeutete, […] Menschen hingen nicht länger von den Unwägbarkeiten der Wanderungen der Tiere und der zufälligen Verteilung der Pflanzen ab, sondern begannen die Nahrung zu produzieren, anstatt sie einfach zu sammeln. Produzieren bedeutet Planung, Vorsorge, und Selbstbeherrschung, das Planen von Ernten […] weit in die Zukunft hinein und den Abschied vom impulsiven Von-Tag-zu Tag-Leben.“

Mit der neolithischen Landbewirtschaftung entwickelte sich die „Idee des Eigentums“ an Grund und Boden sowie an den darauf produzierten Tieren und Nutzpflanzen, was etwa ab dem 9. Jahrtausend v. u. Z. nach und nach die Arbeits- und Lebensbedingungen der Menschen veränderte. „Die Landwirtschaft erforderte, dass bestimmte Dinge nicht mehr allen gehörten. […] Mit dem Sesshaftwerden wurde eines der fundamentalen Gesetze menschlichen Zusammenlebens ausgehebelt, eines, das eine halbe Ewigkeit lang ein alltägliches Gebot gewesen war: Nahrung muss geteilt werden! Die Idee des Eigentums unterläuft die urmenschliche Solidarität. […] Weil es den Jägern und Sammlern nicht möglich gewesen war, Vorräte anzulegen, hatten sie in soziale Beziehungen investieren müssen, damit sie Notsituationen mit Hilfe gegenseitiger Unterstützung überleben konnten. Kooperation war alles gewesen, Solidarität eine Lebensversicherung. Das kehrte sich jetzt um: Die Privatisierung der Ressourcen machte die Bauern von den Nachbarn unabhängig.“
Allerdings muss zwischen sesshafter Lebensweise in der Landwirtschaft und „Privateigentum“ nicht notwendig ein Zusammenhang bestehen, da sowohl Jäger und Sammler als auch Bauern gruppensolidarisch zusammenarbeiten können. Nicht die Arbeit und Sesshaftigkeit der Bauern führte zu Ungleichheit und Privateigentum, entscheidender waren vorgeschichtliche Machtunterschiede und Gewalterfahrungen zwischen Menschen, die möglicherweise kriegerische und religiöse Ursachen haben. Diese wurden aus den Jäger und Sammler Gemeinschaften in die Agrargesellschaft übertragen. Beim „Eigentum“ geht es nicht in erster Linie um die Verfügungsgewalt über Dinge, sondern um zwischenmenschliche Beziehungen und die archaische Macht von Menschen über Menschen, die auf „Mutwillen“ und möglichen „Todesdrohungen“ beruht. „Im Fruchtbaren Halbmond […] gab es keinen »Wechsel« vom altsteinzeitlichen Jäger und Sammler zum jungsteinzeitlichen Bauern. Der Übergang von einer Nahrungsbedarfsdeckung aus vorwiegend natürlichen Ressourcen zu einer Lebensweise, die darauf fußte, Nahrungsmittel zu produzieren, brauchte um die 3000 Jahre. […] Einen Garten-Eden-artigen Zustand gab es nie, von dem aus die ersten Bauern in die Ungleichheit geraten mussten; und es ist sogar noch sinnloser, die Landwirtschaft als Ursprung für gesellschaftliche Hierarchien, Ungleichheit oder Privateigentum zu betrachten.“ Im Neolithikum überdauerte das ursprüngliche gruppensolidarische Verhalten der Menschen wahrscheinlich noch mehrere Jahrtausende, bis schließlich königliche Herrschaft mit Gesetzen die Verhältnisse zusätzlich regelte.
Infolge der ortsfesten Produktion entstanden Dorfgemeinschaften. Neue Methoden der Bodenbewirtschaftung und Viehhaltung führten zu Nahrungsmittelüberschüssen, sodass spezialisierte Arbeiter beschäftigt und ernährt werden konnten. Diese erzeugten wiederum Produkte, die nicht für den sofortigen Verbrauch bestimmt waren. Neben handwerklichen Bereichen in der Nahrungsmittelveredlung, der Holz- und Steinbearbeitung, der Metallgewinnung, der Textil-, Keramik-, Werkzeug- und Waffenherstellung etc. entwickelten sich sekundäre Arbeitssysteme, wie die des Güteraustauschs (Tausch, Transport, Lagerung), der Kommunikation (Schreib-, Botendienste), der Gefahrenabwehr (Militär- und Wachdienste), der Bildung und Kultur, der Organisation, Administration und Herrschaft. In organisierter Gemeinschaftsarbeit entstanden seit der Jungsteinzeit im Rahmen religiöser, administrativer und herrschaftlicher Vorhaben teils monumentale Bauwerke, wie z. B. Straßen- und Kanalsysteme, Festungs-, Palast- und Tempelanlagen, Grabmale und Nekropolen. Die Zentralisierung der Tausch-, Kultur-, Schutz- und Administrationsfunktionen führte mit der Einrichtung Gesellschaft stiftender Versammlungs- und Marktplätze zu Urbanisierung und Herausbildung politischer Institutionen. Zur Kalkulation und Abrechnung der Arbeitsleistungen und Tauschgeschäfte erfanden die Menschen das „Kulturprodukt Geld“, das als Wertmaßstab für die unterschiedlichsten Dienste und Produkte diente und allmählich zu einem unentbehrlichen Instrument des Handels und der Politik wurde. Mit fortschreitender Arbeitsteilung entwickelten sich Ständegesellschaften und mit der Konzentration der Schutz- und Herrschaftsfunktionen Staatsformen, die das soziale Leben bis in die Gegenwart bestimmen.

### Industriegesellschaft
Bis zur Renaissance und dem aufkommenden Merkantilismus waren in Europa die agrikulturellen und handwerklichen Produktionsmethoden, wie sie sich im Verlauf des Mittelalters entfaltet hatten, vorherrschend. Die schon in der Agrargesellschaft angelegte Ständeordnung trug wesentlich dazu bei, dass zwischen nieder- und höherwertiger Arbeit unterschieden wurde – ein Begriffsverständnis, das sich bis heute erhalten hat. Ausgehend von Norditalien, England und Frankreich begann im 17. Jahrhundert die Zergliederung und Verfeinerung handwerklicher Tätigkeiten in Manufakturen. In der Landwirtschaft entwickelten sich auf Basis des Großgrundbesitzes neue, arbeitsteiligere Produktionsmethoden. Die Lohnarbeit wurde zur bestimmenden Lebensgrundlage der Manufaktur- und Landarbeiter und deren Familien. Im späten 18. Jahrhundert kam es zu einer Welle gravierender soziotechnischer Durchbrüche. Erfindungen, wie der mechanische Webstuhl, die Waterframe, die Dampfmaschine oder das Puddelverfahren zur Stahlherstellung lösten in Europa die industrielle Revolution aus. Sie ist bis ins späte 19. Jahrhundert hauptsächlich gekennzeichnet durch:
1. den Ersatz tierischer Kraft durch unbelebte (insbesondere Wasser- und Dampfkraft);
2. den Ersatz menschlicher Fertigkeit und Kraft durch Maschinen;
3. die Erfindung und Einführung neuer Methoden zur Ur- und Umformung von Materie (Eisen, Stahl, industrielle Chemikalien);
4. die Organisierung von Arbeit in großen, zentral mit Kraft versorgten Fabriken, was die unmittelbare Kontrolle der Produktionsprozesse und eine effizientere Arbeitsteilung erlaubte.[98]

Wirtschaftshistoriker bezeichnen diese Periode der Industrialisierung auch als die erste industrielle Revolution. Technische Neuerungen ab Mitte des 19. Jahrhunderts, wie Eisenbahn und Dampfschifffahrt, die Kohle-, Farben- und Düngemittelchemie, der Verbrennungsmotor, das Automobil, Erdölprodukte, Elektrotechnik, Telegrafie, Fernsprechtechnik, Fotografie u. a. m., leiteten die zweite industrielle Revolution ein. Bis Mitte des 20. Jahrhunderts sorgten betriebswirtschaftliche Innovationen, für die hier stellvertretend F. W. Taylor und Henry Ford stehen, für arbeitsorganisatorische Entwicklungen, die in den Fabriken zu zeit- und ablaufoptimierten Arbeitsbereichen führten. Es entstanden dabei viele Arbeitsplätze, an denen in monotoner Abfolge immer wieder die gleichen, einfachen Handgriffe zu erledigen waren.
Mitte des 20. Jahrhunderts begann die dritte industrielle Revolution mit weiteren Innovationen, wie Mechanisierung der Landwirtschaft, Leichtmetall- und Kunststofftechnik, Elektronik, Computertechnik, Nanotechnik, Atomphysik, Weltraumforschung etc. Im Zuge der fortschreitenden Automatisierung und CIM-Technologien begann der Abbau der Arbeitsplätze, die vom Taylorismus geprägt nur einfachste, mental anforderungsarme Tätigkeiten beinhalten. Mit der zunehmenden Nutzung der Robotik und des Internets in den globalisierten Arbeits- und Handlungssystemen des 21. Jahrhunderts ist die vierte industrielle Revolution eingeleitet, für die in Deutschland die Begriffe Industrie 4.0 und Arbeit 4.0 stehen. „Welche Terminologie man auch immer benutzt, es ist offensichtlich, dass das Tempo historischer Veränderungen zunimmt. Während die agrikulturelle Revolution Tausende von Jahren benötigte, um sich über den Erdball auszubreiten, brauchten die industriellen Revolutionen nur wenige Jahrhunderte oder Jahrzehnte, um ähnliche Veränderungen zu bewirken.“

### Status quo der Vita activa
Kennzeichnend für den Status quo des „Arbeitslebens“ ist die Kontinuität kultureller, ökonomisch-technischer und ökologischer Veränderungsprozesse, die die Menschen mit ihren Handlungen mehr oder weniger zufällig auslösen, durch Arbeit aber bewusst in ihrem Sinne gestalten können. Mit den teils zufällig entstandenen kulturellen und technischen Entwicklungen ist es den Menschen nicht nur gelungen, sich durch Arbeit in der Natur zu behaupten, sondern die Produktivität dermaßen zu steigern, dass aus dem Wirtschaftswachstum eine ernste Gefahr für die Menschheit geworden ist. Dieser Aspekt der Arbeit rückt seit Mitte des 20. Jahrhunderts ins Bewusstsein der Menschen, die die ökologischen Grenzen des Wachstums erforschen und einhalten wollen.
Menschen setzen in Arbeitsprozessen – je nach Können und Vermögen – die leistungsstärkste, neueste Technik ein, um die Qualität und Produktivität der Arbeit sicherzustellen oder zu steigern. Je technischer und vernetzter Arbeitsmittel in soziotechnischen Systemen sind, umso weniger menschliche Arbeitskraft wird in den Arbeitsprozessen anteilig benötigt. Dadurch entsteht Arbeitslosigkeit. Objektiv gesehen sind Menschen auch in Lebenslagen der so genannten Arbeitslosigkeit nicht arbeitslos, sondern erwerbslos.
Unter marktwirtschaftlichen Bedingungen gibt es immer wieder strukturelle Gründe für krisenhafte „Erwerbslosigkeit“, in der ein Teil der Bevölkerung von Erwerbstätigkeiten ausgegrenzt ist. Hannah Arendt formulierte schon 1958 folgende These:

„Was uns bevorsteht, ist die Aussicht auf eine Arbeitsgesellschaft, der die Arbeit ausgegangen ist, also die einzige Tätigkeit, auf die sie sich noch versteht. Was könnte verhängnisvoller sein?“

Im Industriezeitalter wurden Organisationsformen entwickelt, um die Aneignung und Verteilung der Arbeitsressourcen und -resultate in institutionalisierten Arbeitskämpfen sozial gerechter und ökonomisch effektiver zu gestalten. Die Geschichte der Arbeitskämpfe zeigt, dass die Reduzierung der Arbeitszeit, die Einführung beschäftigungsorientierter Arbeitszeitmodelle und sozial ausgewogene, arbeitsrechtlich kontrollierte Tarifverträge probate Mittel sind zur gerechten Umverteilung der Erwerbsarbeit, Überwindung von Massen-Arbeitslosigkeit und Humanisierung der Arbeitswelt.
Außerdem gilt es noch brachliegende oder neue Felder „konkret-nützlicher Arbeit“ für die Gesellschaft mit gerechten Löhnen zu erschließen, z. B. im Erziehungs-, Bildungs- und Gesundheitswesen, in der Sozialarbeit, in Wissenschaft und Forschung, in der Umwelttechnik und Kreislaufwirtschaft oder auf performativ-virtuosen Tätigkeitsgebieten wie Sport, Spiel und Kunst. Im internationalen Rahmen bietet auch die Eroberung des Weltraums ein großes Arbeitsfeld, um extraterrestrische Ressourcen zu erkunden und zu nutzen.

## Philosophiegeschichtliche Schlussbemerkung
Ungeachtet unterschiedlicher philosophischer Anschauungen durchdringt und verbindet die Arbeit alle Dimensionen der Lebenswelt und nimmt dabei ihre epochengemäße, historische Form an. Heute existieren weltweit vielfältige Formen der entwickelten „industriellen Marktwirtschaft“, der „agrikulturellen Subsistenzwirtschaft“ und „archaische Wirtschaftsweisen“ nebeneinander. Diesen Zustand analysiert Immanuel Wallerstein unter dem Aspekt der internationalen Arbeitsteilung und Machtverhältnisse im Rahmen der Weltsystem-Theorie. Im Rückblick auf die Menschheitsgeschichte kommen David Graeber und David Wengrow zu folgender Schlussfolgerung und Frage: „Wir Menschen sind Projekte kollektiver Selbsterschaffung. […] Wie wäre es, wenn wir […] fragen würden, wie es dazu kam, in so engen konzeptionellen Fesseln gefangen zu sein, dass wir uns nicht einmal mehr die Möglichkeit vorstellen können, uns neu zu erfinden?“